# 学校法人作新学院
学校法人作新学院（がっこうほうじん さくしんがくいん）は、栃木県宇都宮市にある学校法人の一つ。作新学院高等学校を中心に運営している。

## 概要
旧称は学校法人作新理容美容専門学院（がっこうほうじん さくしんりようびようせんもんがくいん）であり、作新学院大学と作新学院大学女子短期大学部を運営している学校法人船田教育会から、2010年に幼・小・中・高の運営が移管され、現在の法人名に改称された。

## 理事長と学院長
- 理事長：畑恵
- 学院長：船田元

## 設置教育機関
- 作新学院幼稚園
- 作新学院小学部
- 作新学院中等部
- 作新学院高等学校
- 作新理容美容専門学院 - 2012年3月閉校、在学中の生徒及び教職員は学校法人TBC学院が同年4月に開校した国際テクニカル理容美容専門学校に移籍となった。